# Parafia św. Marii Egipcjanki w Amsterdamie
Parafia św. Marii Egipcjanki – parafia prawosławna w Amsterdamie, w  jurysdykcji eparchii brytyjskiej i zachodnioeuropejskiej Rosyjskiego Kościoła Prawosławnego poza granicami Rosji. Jest to parafia etnicznie rosyjska. 